# Höherer Kommandeur der Torpedoschulen
Der Höhere Kommandeur der Torpedoschulen (H.K.T.) war eine Kommandobehörde der Kriegsmarine der Wehrmacht. Dieser war einer von sechs Höheren Kommandeuren der Kriegsmarine, welche fachspezifische Schulen der Kriegsmarine unter einer Führung vereinte.

## Geschichte
Im Februar 1944 wurde aus dem Kommandeur der Torpedoschule in Mürwik der Höhere Kommandeur der Torpedoschulen eingerichtet. Hierfür wurden die ursprünglich drei Abteilungen der Torpedoschule Mürwik, welche bereits im Oktober 1942 auf zwei andere Standorte aufgeteilt worden waren, in eigene Torpedoschulen überführt. Die I. Abteilung in Mürwik wurde zur Torpedoschule I Mürwik. Die III. Abteilung in Regenwalde bildete die Torpedoschule II Regenwalde. Aus der II. Abteilung in Kolberg wurde die Torpedoschule III Kolberg. Diesem Kommando unterstand zudem der Schulverband in Travemünde. Zudem unterstanden dem Kommando die Torpedoausbildungsstellen in Gotenhafen (Torpedoausbildungsstelle Ost), in Paris (Torpedoausbildungsstelle West) und in Drontheim (Torpedoausbildungsstelle Nord). Zusätzlich war der Dienststelle das Torpedoschulschiff Hugo Zeye zugeteilt.
Kolberg wurde im Februar 1945 zur Festung erklärt. Die Torpedoschule III Kolberg stellte daraufhin Ende Februar 1945 das Marine-Schützen-Bataillon 128 auf, welches später das 3. Festungs-Alarm-Regiment der Festungs-Division Swinemünde bildete. Das Kommando über das Marine-Schützen-Bataillon 128 übernahm bis April 1945 der ehemalige Kommandeur der Torpedoschule III, Fregattenkapitän Walter Riede. Im Februar 1945 wurde die Torpedoschule II nach Mürwik verlegt und mit der Bildung des Marine-Schützen-Bataillons 128 die Torpedoschule III Ende des gleichen Monats aufgelöst. Nach der Verlegung des Marine-Schützen-Bataillons 128 nach Swinemünde blieb ein kleiner Teil der ehemaligen Angehörigen der Torpedoschule III in Kolberg und bildete unter der Führung von Korvettenkapitän Waldemar Prien ein Marine-Alarm-Bataillon. Später wurde die beiden noch bestehenden Torpedoschulen wieder vereint und die entstehende Dienststelle wurde wieder die Torpedoschule Mürwik.
Die Dienststelle bestand bis Kriegsende.

## Gliederung

### Torpedoschule I Mürwik
- Kommandeure:
  - Korvettenkapitän Ernst-Günther Heinicke: von der Aufstellung im Februar 1944 bis Juli 1944, anschließend Kommandeur der Torpedoschule II
  - Fregattenkapitän Hermann Schlieper: von Juli 1944 bis November 1944
  - Fregattenkapitän Walter Riede: von November 1944 bis Januar 1945, anschließend Kommandeur der Torpedoschule III
  - Fregattenkapitän Hans Cohausz: von Januar 1945 bis Kriegsende

### Torpedoschule II Regenwalde
- Kommandeure:
  - Korvettenkapitän Heinz Schuur: von Februar 1944 bis Juli 1944, vorher Stabsoffizier beim Stabe der Torpedoschule Mürwik
  - Korvettenkapitän Ernst-Günther Heinicke: von Juli 1944 bis März 1945, vorher Kommandeur der Torpedoschule I

### Torpedoschule III Kolberg
Die Torpedoschule III wurde im Februar 1945 und ein Kampfbataillon Riede aufgestellt, welches bis April 1945 bestand.
- Kommandeure:
  - Fregattenkapitän/Kapitän zur See Rudolf Delius: von Februar 1944 bis November 1944
  - Fregattenkapitän Walter Riede: Januar/Februar 1945, vorher Kommandeur der Torpedoschule I

## Kommandeur der Dienststelle
Einziger Höherer Kommandeur der Torpedoschulen war der Kapitän zur See Hans Ibbeken.